# El Realejo
El Realejo é um município da Nicarágua, situado no departamento de Chinandega. Tem 105 km² de área e sua população em 2020 foi estimada em 10.123 habitantes.